# Alluvion

Croquis structural d'alluvions fluviatiles récentes.

Sur une carte géologique, les alluvions sont notées F (comme « fluviatile ») avec un indice pour désigner leur âge relatif (unités notées Ft, Fu, Fv, Fw, Fx pour les alluvions pléistocènes, Fy et Fz pour les alluvions holocènes).

Une alluvion (du latin alluvio (ad- et luere), « inondation ») est un dépôt sédimentaire constitué de matériaux solides tels du sable, de la vase, de l'argile, des galets, du limon et des graviers, transportés par les eaux d’un cours d’eau, le plus souvent intermittent, sur une plaine inondable, un delta, une plage ou autre équivalent,,.
Les alluvions existent en eau douce et dans les estuaires marins.

## Définitions

### Alluvionnaire
Ce qui est alluvionnaire est alluvial. Une zone alluvionnaire, comme un gisement alluvionnaire, est composée d'alluvions, d'éluvions, d'illuvions, de colluvions. L’échantillon de matériau issu d'une telle zone est l'alluvionnaire.
En géologie et hydrogéologie, il s'agit de colluvions lorsque l'accumulation d'alluvions finit par former un barrage. Les diluvions (dépôt diluvial ou diluvium) correspondent à des dépôts superficiels formés par les inondations. Les éluvions, ou dépôts éluviaux, sont les dépôts géologiques des sols qui sont dérivés in situ par les intempéries. Et les illuvions sont formés par un matériau déplacé verticalement à travers un profil de sol, d'une couche à l'autre, par l'action des eaux de pluie.
Lorsque ces dépôts sont de nature minérale, on adopte l'expression de gisement alluvionnaire, typiquement pour l'or alluvionnaire. En effet, les alluvions peuvent contenir de nombreux minerais précieux tels que l'or et le platine et une grande variété de pierres précieuses.
Les lieux alluvionnaires sont également propices à la formation de zones humides appréciées des plantes hélophytes ou lacustres.

### Alluvionnement
L'alluvionnement, ou dépôt alluvial, désigne le processus d'accumulation d'alluvions résultant du ralentissement de la vitesse d'écoulement des eaux.
Les dépôts alluviaux se forment lorsque le débit dans un cours d’eau, typiquement intermittent, ralentit au point de devenir insuffisant pour assurer le transport de la matière. La quantité d'alluvions transportée par un cours d'eau dépend donc principalement de la variation du débit dans le cours d’eau, du type de sol et de son importance. Par exemple, le très important fleuve Jaune transporte 796 milliards de tonnes d'alluvions chaque année.
Lorsque le dépôt alluvial a la forme d'un éventail, on parle de cône de déjection.

## Intérêts

### Intérêts d’exploitation des dépôts
Les alluvions sont le résultat d'un transport de matériaux solides par les eaux courantes suivi d'un dépôt. Ce transport s'accompagne d'un tri des substances déplacées qui peut aboutir à une concentration locale de minerai, surtout si la densité de la substance utile dépasse de façon significative celle des minéraux associés. Ces gîtes détritiques ou alluvionnaires constituent alors des placers — des gisements alluvionnaires — où l'on peut trouver des pierres précieuses, des minéraux et des terres rares : diamant, or, cassitérite, ilménite, etc..
Ainsi, on peut notamment trouver de l'or dans le lit de certaines rivières aurifères.

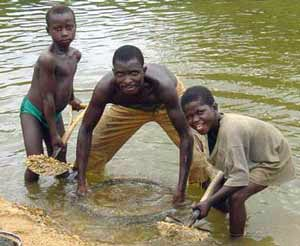
Exploitation traditionnelle du diamant en Sierra Leone, dans des alluvions.

Leur exploitation se fait soit à la main, grâce à une batée ou un pan américain, soit par un traitement mécanisé.
Les alluvions peuvent aussi être utilisées en tant que granulat dans les bétons. Elles sont alors qualifiées de granulats naturels et subissent une étape de lavage à l'eau (afin d'éliminer les particules argileuses nuisibles aux propriétés mécaniques du béton) et de criblage (tri en différentes classes granulométriques) avant utilisation.

### Intérêts agricoles

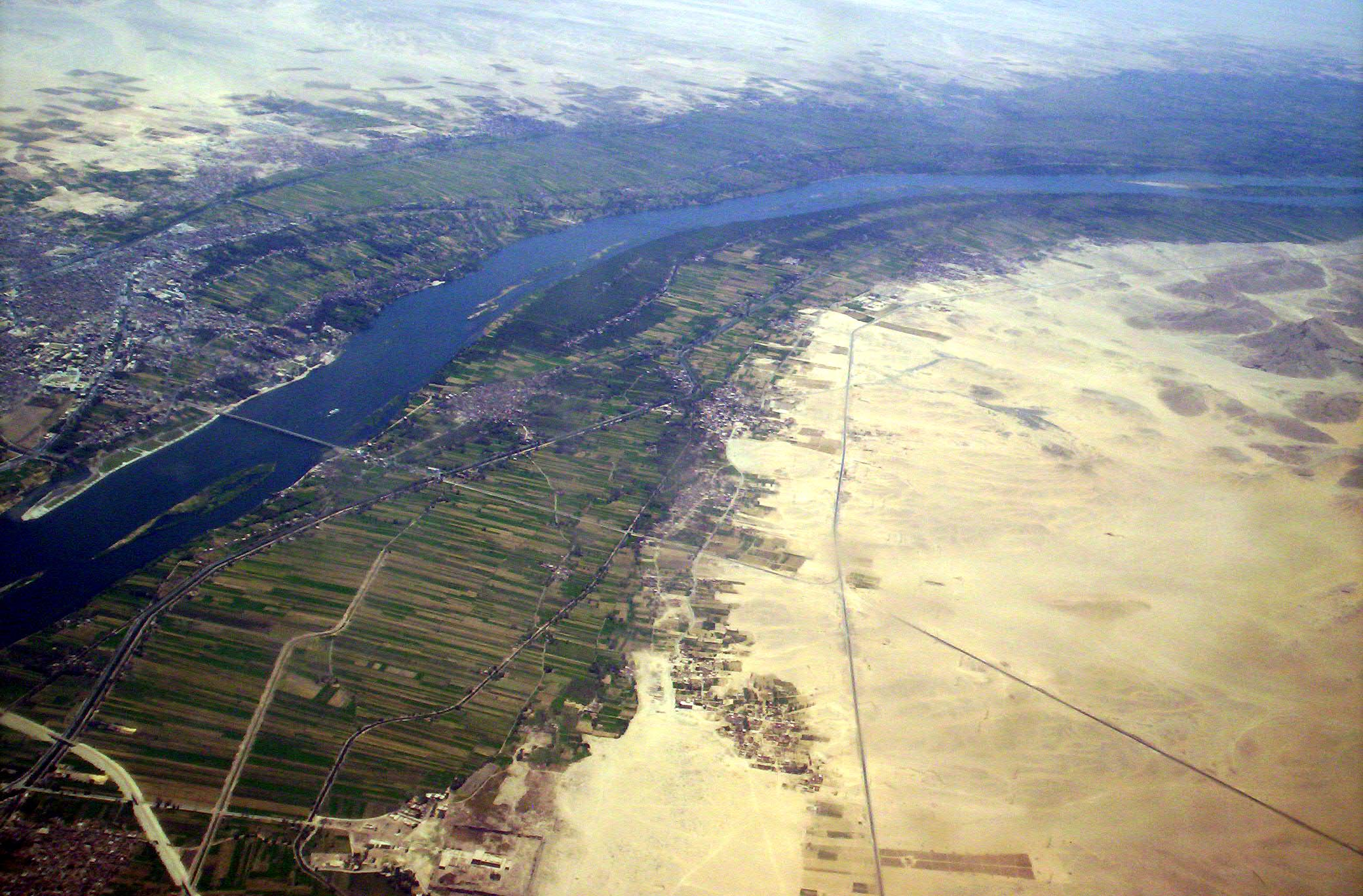
Les alluvions fertiles du Nil.

Les alluvions peuvent constituer des plaines alluviales très fertiles. C'est une ressource importante d'éléments nutritifs, pour les végétaux. Il en est ainsi par exemple du Nil, dont les crues déposaient des tonnes d'alluvions et rythmaient la vie agricole de l'Ancienne Égypte. C'est une des raisons principales de l'essor des civilisations de l'Égypte antique.

## Problématiques écologiques
Les barrages sont critiqués d’un point de vue environnemental notamment car ils accumulent les alluvions et empêchent la circulation des limons qui enrichissent les terres arables. En effet, la mise en service de barrages entraîne l’alluvionnement des retenues et des lacs artificiels en amont du barrage. Le volume d’alluvionnement dépend de chaque situation, mais est principalement affecté par les conditions climatiques et les dimensions des retenues.
La construction du haut barrage d'Assouan, dont la capacité de retenue est 169 milliards de mètres cubes d'eau, par exemple, a eu des conséquences importantes sur la fertilité des terres situées en aval.
Des mesures préventives et rétroactives peuvent cependant être mises en place : dimensionnement des retenues, prébarrage, création de courants de turbidité, etc..

## En droit
La définition première d'une alluvion est celle donnée par le droit, soit : un accroissement (une accrue) des terres sur les rivages des rivières, lequel se fait par le cours de l'eau; qui donne lieu à un droit d'alluvion (Le Dictionnaire de l'Académie française 1694, t. 1).
Alluvion ne prend son sens géologique que bien plus tard. L'enjeu peut être considérable : les terres alluvionnaires génèrent dans les zones concernées des terres à haut potentiel agricole et d'élevage. Le droit d'alluvion « qui pour les avantages très éphémères qu'il procure à quelques riverains, ravit injustement la propriété de tous les autres », du moment qu'un cours d'eau s'en est emparé. Ce n'est plus seulement par des causes naturelles que les eaux courantes sont portées sans cesse à enrichir alternativement un de leurs bords en détruisant l'autre, elles le sont aussi par les ouvrages d'art qui se sont établis dans leur lit.

### Droit québécois
Droit, pour le propriétaire riverain, de tirer avantage de l'alluvionnement.
Dans le livre du droit des biens, le Code civil du Québec contient une section sur l'accession naturelle aux articles 965 à 970 C.c.Q., où il est question des règles relatives aux cours d'eau. Concernant les alluvions, l'article 965 C.c.Q. définit les alluvions comme étant : « les atterrissements et les accroissements qui se forment successivement et imperceptiblement aux fonds riverains d’un cours d’eau » et énonce que « l’alluvion profite au propriétaire riverain ».

### Droit romain
En droit romain, on entend par alluvion l'accroissement insensible qui par suite de l'action des eaux s'opère aux fonds riverains : alluvio est quod ita paulatim adjicitur ut intelligere non possimus quantum quoquo momento temporis adjiciatur; ce qui distingue l'alluvion c'est un atterrissement successif mais imperceptible au moment où il a lieu. On ne doit pas considérer comme une alluvion une baisse momentanée des eaux dans un fleuve, une rivière, un lac ou un étang puisque cette circonstance n'amène aucune espèce d'atterrissement le long des rives. 
L'avulsion, ce que les Romains connaissaient par le verbe avellere, se distingue de l'alluvion en ce qu'au lieu de s'opérer lentement et successivement, elle agit d'une manière subite. Pour ce motif l'avulsion comme telle ne confère pas encore la propriété de la terre déplacée, ni des arbres que celle-ci a entraînés avec elle ; cette terre et ces arbres ont besoin d'être incorporés dans le nouveau fonds ; ce qui est réputé fait quant aux arbres lorsqu'ils ont poussé des racines ; jusqu'à ce moment la revendication demeure ouverte à l'ancien maître.